# ЭР1
ЭР1 (Электропоезд Рижский, 1-й тип) — электропоезд постоянного тока, выпускавшийся с февраля 1957 года по июнь 1962 года на Рижском вагоностроительном заводе (РВЗ) для железных дорог СССР. Заводское обозначение — 62-11. Является первой моделью из электропоездов нового семейства (ЭР).
Заводские обозначения вагонов:
- моторный промежуточный вагон (Мп) — модель 62-12;
- прицепной головной вагон (Пг) — модель 62-13;
- прицепной промежуточный вагон (Пп) — модель 62-14.

## История
В 1956 году на XX съезде КПСС было принято решение о прекращении паровозостроения и переводе тяги поездов на тепловозную и электрическую тягу, что позволяло повысить маршрутные скорости. Это накладывало обязательство на пригородные перевозки, которые тоже должны были поднять свои маршрутные скорости, чтобы не сдерживать скорости остальных поездов. Однако эксплуатируемые на советских железных дорогах электросекции семейства С, которые имели ускорение во время разгона 0,45 м/с² и конструкционную скорость 85 км/ч, уже морально устарели. В 1954 году были построены опытные электросекции СН, которые благодаря изменению подвески тяговых двигателей имели уже конструкционную скорость 130 км/ч. Однако увеличение мощности двигателей (до 200 кВт) ненамного повысило ускорение при пуске, так как соотношение моторных вагонов к прицепным по-прежнему составляло 1:2. Таким образом, к 1956 году секции СН также не отвечали новым требованиям.
Помимо этого, в эксплуатации закрепилась практика, когда две-три электросекции работали в постоянном сцепе, за которым закреплялись постоянные бригады, как это ещё в 1931 году было сделано на паровозах. Таким образом, у многих специалистов сложилось мнение, что секционирование пригородных поездов утратило смысл, а расцеплять секции следует только в депо. Благодаря этому не было необходимости оборудовать промежуточные секции кабинами машиниста с соответствующими аппаратами управления.
Тогда Рижский вагоностроительный завод совместно с Рижским электромашиностроительным и московским «Динамо» создал проект 10-вагонного электропоезда. Для увеличения удельной мощности, что позволяет повысить ускорение, а значит играет важное значение при коротких перегонах, соотношение моторных вагонов к прицепным было изменено с 1:2 на 1:1. При этом электросекции не имели больше с одной или обеих сторон кабины управления, а потому не могли эксплуатироваться отдельно; учёт моторвагонного парка однако по-прежнему вёлся по секциям, потому последние стали называться учётными. Всего 10-вагонный электропоезд состоял из пяти промежуточных моторных, трёх промежуточных прицепных и двух головных прицепных вагонов — пять учётных секций.

### Первый состав
В 1957 году РВЗ приступил к созданию электропоезда ЭР1, который после завершения постройки в 1958 году получил полное обозначение ЭР1-01 «Комсомольский» и поступил на эксплуатацию в депо «Москва-Октябрьская» Октябрьской железной дороги, где работал на маршруте Москва — Клин. В 1967 году электропоезд был передан в депо Ленинград-Витебский Октябрьской железной дороги, где эксплуатировался на линии до 1992 года.
Остатки первого состава серии (а именно вагоны 01, 03, 08, которые собирались сохранить для музея) находились на базе запаса Зеленогорск в крайне неудовлетворительном состоянии. Разрезаны в лом в 2007 году.

### Выпуск вагонов по годам
В 1958 году Рижский вагоностроительный завод прекратил выпуск трёхвагонных секций СР3 и перешел на постройку электропоездов ЭР1. До 1959 года Рижский вагоностроительный завод строил все вагоны, начиная с 1959 года прицепные вагоны начинает строить Калининский вагоностроительный завод, а с 1960 года Калининскому заводу была передана постройка головных вагонов.
Всего с 1957 по 1962 год было выпущено 2594 вагонов электропоезда серии ЭР1 (259 десятивагонных составов, а также 4 отдельных головных вагона), в том числе по годам: 1957 — 50, 1958 — 80, 1959—498, 1960—705, 1961—847, 1962—414.

### Эксплуатация и судьба составов

ЭР1 с выходом под высокие платформы, фото 1964 года

Электропоезда серии ЭР1 создавались для обслуживания наиболее загруженных железнодорожных узлов — Московского и Ленинградского, и в связи с этим имели выходы на высокие платформы. Это являлось препятствием для их использования в пригородных зонах других городов, и с 1962 года, после насыщения узлов Москвы и Ленинграда, их выпуск был прекращён. В начале 1970-х годов из-за износа подвижного состава началась передача этих электропоездов на менее загруженные участки, для чего их переоборудовали комбинированными выходами (на низкие и высокие платформы) на Московском локомотиворемонтном (МЛРЗ) и Октябрьском электровагоноремонтном (ОЭВРЗ) заводах, но к 1976 году большая их часть — около 90 % — находились на Московской и Октябрьской дорогах.
На Приднепровской железной дороге (юг Украины) ЭР1 эксплуатировались по состоянию на октябрь 2009 года на всех маршрутах по Крыму: Симферополь — Севастополь, Симферополь — Евпатория, Симферополь — Джанкой — Новоалексеевка — Мелитополь, на Днепропетровском и Запорожском узлах. Несколько составов после прохождения капитального ремонта на Киевском электровагоноремонтном заводе (КЭВРЗ) планировалось передать на Львовскую железную дорогу в качестве замены электросекций СР3 в депо Мукачево, но потом отказались от них, в пользу ЭР2.
К 2020 году более 90 % электропоездов серии ЭР1 списаны, оставшиеся эксплуатируются Украинскими железными дорогами (УЗ) в трёх депо Приднепровской железной дороги: РПЧ-1 (Днепр), РПЧ-2 (Никополь), РПЧ-3 (Запорожье). Также в начале 2000-х годов электропоезда этой серии продолжали эксплуатироваться компаниями EVR (Эстония, с передачей затем пригородному оператору Elektriraudtee), ОАО «РЖД» (на Калининградской железной дороге) и ФГУП «Крымская железная дорога» (последний состав здесь исключён из инвентаря в 2019 году), но позже они также были списаны.
- ЭР1-107 на выезде из тоннеля
- ЭР1-221 на перегоне

Вагоны некоторых составов удалось сохранить для истории.

### Сохранённые электропоезда
Электропоезд состоит из вагонов трёх типов, и для полного представления его в музее достаточно было бы разместить в экспозиции хотя бы по одному из них. Однако, в лучшем случае, сохранялась секция Пг+Мп.
Известно как минимум о шести электропоездах ЭР1, вагоны которых были сохранены для истории:
- ЭР1-02 (головной вагон ЭР1-209 и моторный ЭР1-210). Секция находится в Новосибирском музее железнодорожной техники (на станции Сеятель)[5];
- ЭР1-06 (доработанный головной вагон ЭР1-609; он же, по системе EVR➤, ЭР1Б-2303). Вагон находится в музее в Хаапсалу в Эстонии; уникален тем, что выходы на высокие платформы не переделаны в комбинированные[6][7];Вагон 03 порезан в апреле 2018 года на станции Ручьи, Санкт-Петербург[значимость?][источник не указан 984 дня].
- ЭР1-28 (головной вагон ЭР1-2801, как минимум). По состоянию на начало 2019 года идут работы по восстановлению для Екатеринбургского музея железнодорожного транспорта[8].
- ЭР1-43 (головной вагон ЭР1-4309). Новый вагон для ЭР1-43 (исходный ЭР1-4309 разбит при крушении у Ярославского вокзала). Вагон установлен в качестве памятника в ТЧ-12 Никополь (Украина)[9].
- ЭР1-228 (головной вагон ЭР1-22801 и моторный ЭР1-22810). Секция хранится в Центре сохранения исторического наследия Калининградской железной дороги (до 30 апреля 2021 года именовался «Музей истории Калининградской железной дороги»)[10];
- ЭР1-229 (головной вагон ЭР1-22909). В декабре 2015 года вагон установлен в музее Норильской железной дороги (на станции Норильск-Сортировочный)[11].

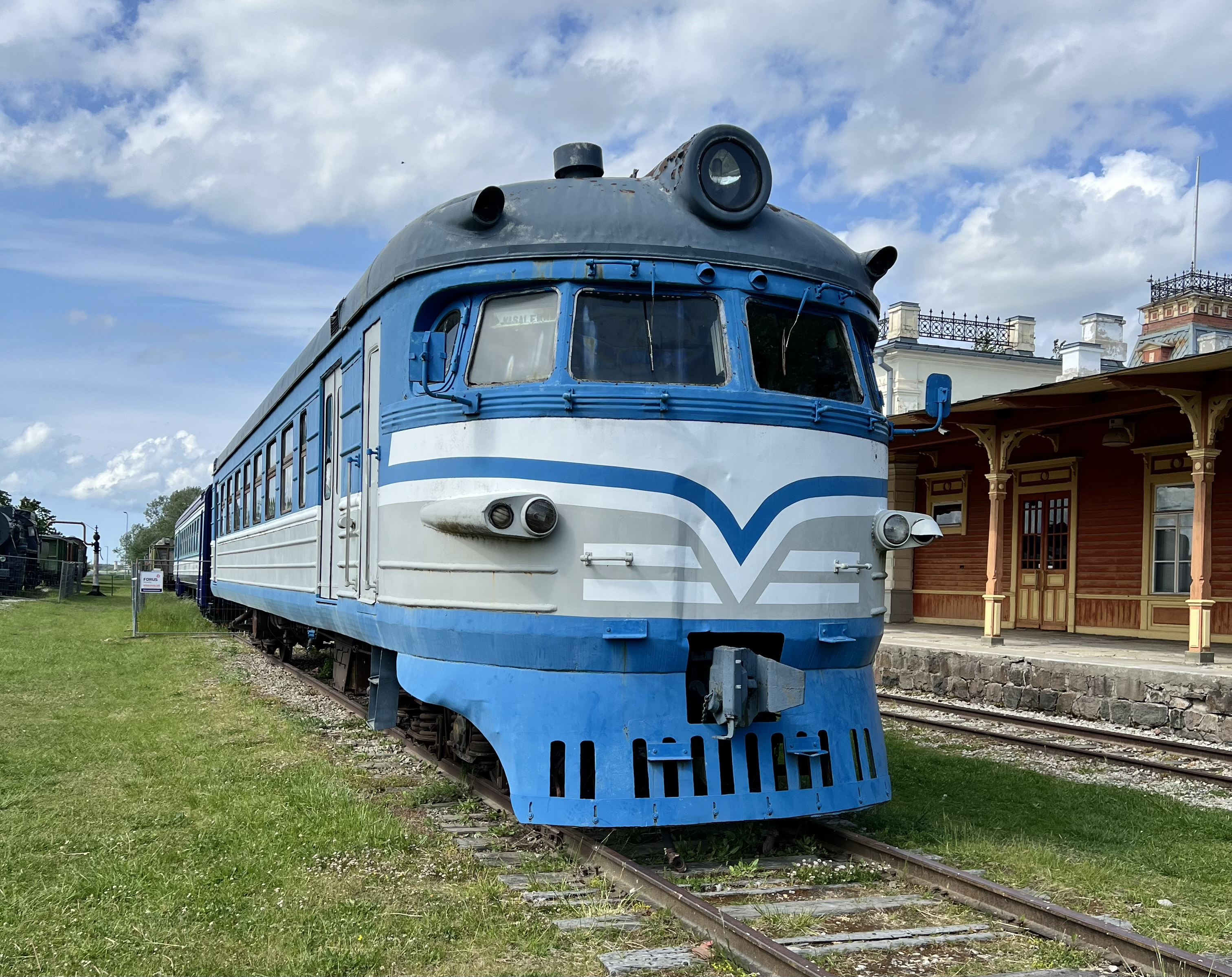
Головной вагон ЭР1Б-2303 бывшего электропоезда ЭР1-06 с оригинальными дверями для высоких платформ в музее в Хаапсалу (Эстония)
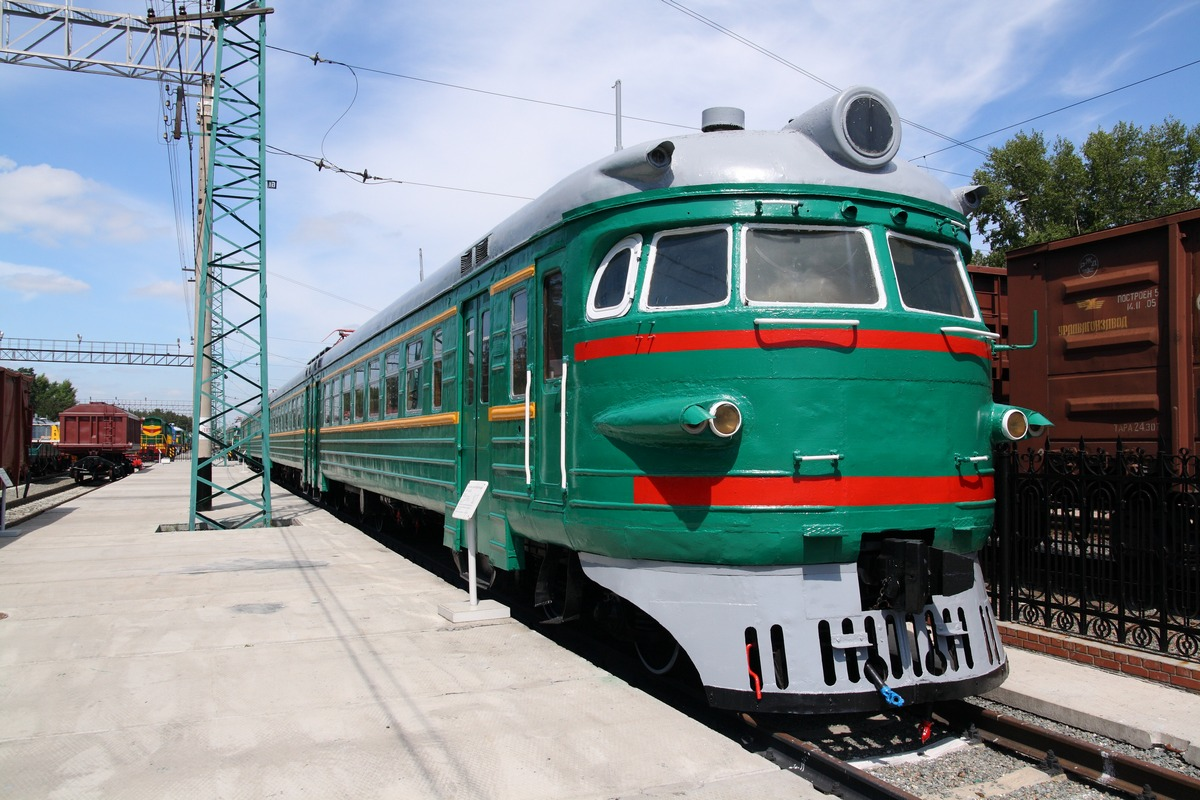
Секция электропоезда ЭР1-02 в Новосибирском музее
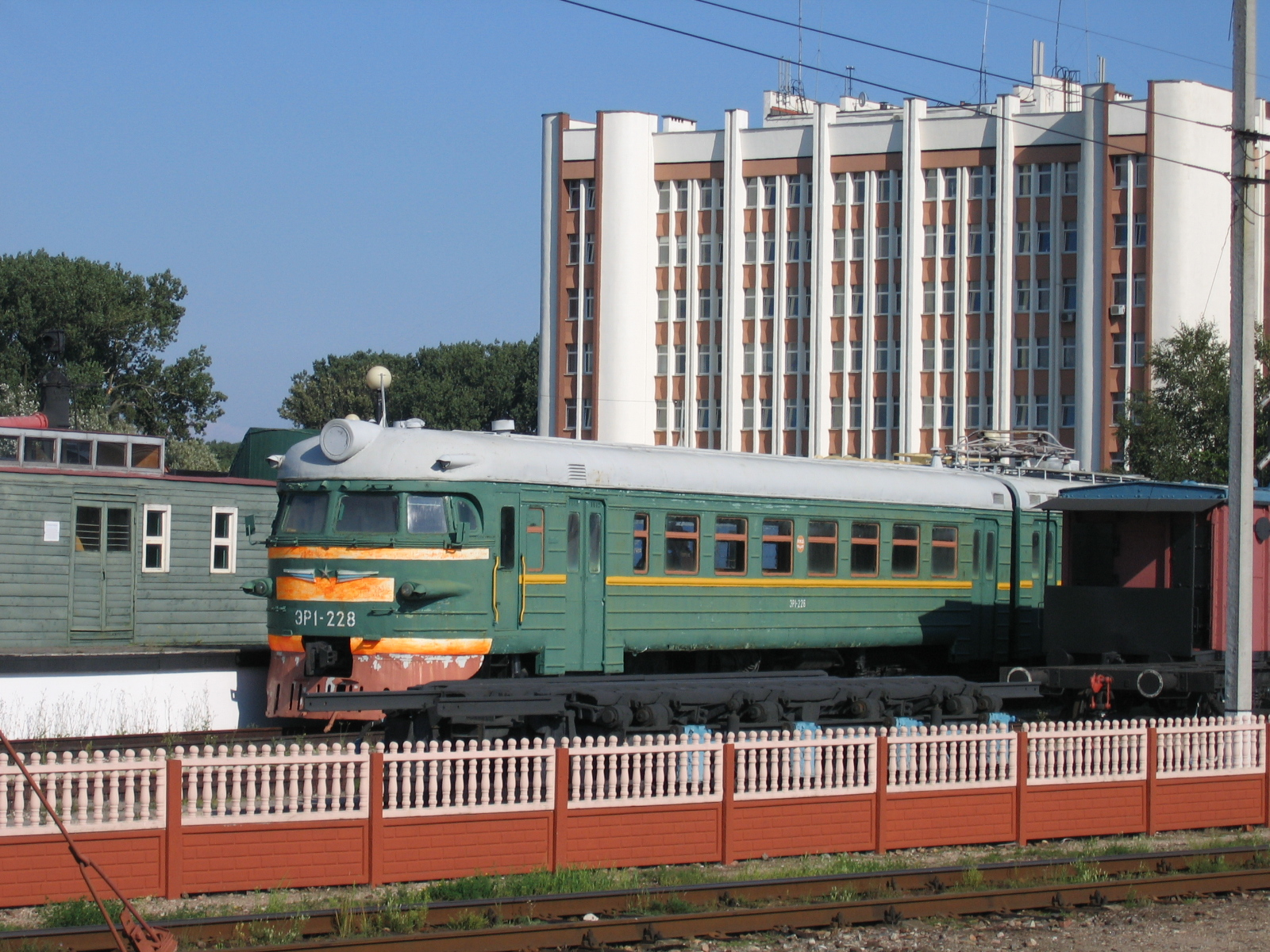
Секция электропоезда ЭР1-228 в Музее истории Калининградской железной дороги (до переименования)

## Общие сведения
Электропоезда ЭР1 предназначены для пригородных пассажирских перевозок на электрифицированных участках железных дорог колеи 1520 мм с номинальным напряжением в контактной сети 3 кВ постоянного тока. Поезда изначально имели двери только для выхода на высокие платформы, впоследствии двери были переделаны на комбинированные для эксплуатации на линиях, оборудованных как высокими, так и низкими платформами. Вследствие этого первоначальная разница между поездами ЭР1 и их последователями — ЭР2, заключающаяся в высоте дверей, была нивелирована.
У электропоездов ЭР1 имеется конструктивный аналог для линий переменного тока 25 кВ 50 Гц — ЭР7 и первая опытная секция ЭР9.

### Составность
Электропоезд ЭР1 формируется из двухвагонных электросекций, каждая из которых состоит из моторного промежуточного (Мп) и прицепного головного (Пг) либо промежуточного (Пп) вагонов. Если в состав электросекции входит головной вагон, то она называется головной секцией, если нет, то промежуточной секцией. Каждая из электросекций не может работать отдельно от других (из-за отсутствия кабины машиниста с одного или обоих концов), но так как по ним ведётся учёт парка моторвагонных поездов, они получили обозначение учётных.
В составе каждой из секций первым считается прицепной вагон, вслед за которым сцепляется моторный вагон, при этом вагоны в составе каждой из секций повёрнуты стороной с узкими окнами вперёд (у головных вагонов они находятся со стороны кабины машиниста), т. е. моторный вагон в составе секции прицепляется стороной с узкими окнами и токоприёмником к стороне прицепного вагона без узких окон. Направление ориентации промежуточных секций в составе как правило совпадает с направлением ближайшей головной секции, т. е. узкими окнами к ближайшему головному вагону. Если в составе нечётное количество секций, средняя может быть обращена в любом направлении, но как правило узкими окнами к головному вагону с номером 01).
Минимальное число вагонов в эксплуатируемых электропоездах равно 4 (2 головные секции), максимальное — 10 (2 головные и 3 промежуточные секции). В целом поезда формируются из равного числа моторных и прицепных вагонов (всего — от 4 до 10), то есть составляются по формуле (Пг+Мп)+0..3×(Пп+Мп)+(Мп+Пг). Эксплуатация поездов с числом вагонов больше 12 не рекомендуется, из-за повышенной нагрузки на находящиеся в головных вагонах генераторы тока управления. За основную поездную единицу электропоездов ЭР2 принят 10-вагонный электропоезд, состоящий из 2 головных, 5 моторных и 3 промежуточных вагонов (2Пг+5Мп+3Пп). Также возможна эксплуатация в композициях:
- 2Пг+4Мп+2Пп (8 вагонов);
- 2Пг+3Мп+Пп (6 вагонов);
- 2Пг+2Мп (4 вагона).

### Технические характеристики
Основные параметры десятивагонного поезда:
- масса тары:
  - для предсерийных поездов:
    - вагона Мп — 50,6 т;
    - вагона Пг — 36,0 т;
    - вагона Пп — 35,2 т;

  - для серийных поездов:
    - вагона Мп — 52,5 т;
    - вагона Пг — 38,5 т;
    - вагона Пп — 36,9 т;
- размеры вагона:
  - длина — 19 600 мм;
  - ширина — 3 480 мм;
- мест для сидения — 1 050;
- суммарная мощность ТЭД — 5×4×200=4000 кВт;
- скорость:
  - конструкционная — 130 км/ч;
  - максимальная служебная — 110 км/ч (с января 2008 года 100 км/ч)[к 2];
- ускорение — 0,6 м/с2;
- торможение — 0,8 м/с2.

На вагонах первых электропоездов ЭР1 указаны следующие массы: моторного 50,6 т, головного 36,0 и промежуточного прицепного 35,2 т. При 1050 местах для сидения на каждое место приходится 406 кг тары (против 434 кг у секций СР3).
Серийные моторные вагоны электропоездов ЭР1 имеют массу 52,5 т, головные вагоны — 38,5 т и промежуточные прицепные — 36,9 т.
При движении по перегону длиной 2,5 км электропоезд ЭР1 развивает максимальную скорость до 95 км/ч (против 75 км/ч секции СР3), а на перегоне длиной 5 км — 110 км/ч (против 85 км/ч секции СР3). Ускорение поездов до скорости 50 км/ч составляет 0,6—0,7 м/сек².

### Нумерация и маркировка

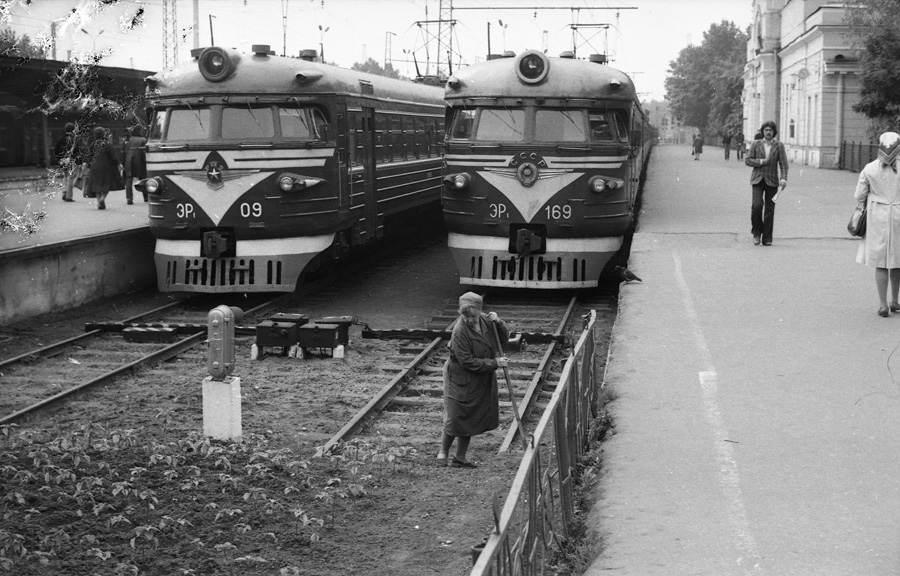
ЭР1-09 с двузначным номером и логотипом РВЗ (слева) и ЭР1-169 с трехзначным номером и гербом СССР

Составы получали номера двухзначного написания (начиная от 01), а с номера 100 — трёхзначного. Маркировка на лобовой части головных вагонов выполнялась в формате, соответственно, ЭР1-ХХ или ЭР1-ХХХ, где ХХ (или ХХХ) — номер состава (без указания номера вагона). Эта маркировка могла выполняться без дефиса. На составах с номером меньше 10 иногда можно было встретить маркировку с номером из одного символа; например, ЭР1-2. Маркировка выполнялась под лобовыми стёклами в центре. Каждый вагон состава получал свой номер, в котором первые цифры означали номер состава, последние две — номер вагона по комплекту. Маркировка с номерами вагонов выполнялась под окнами посередине вагона и отличалась добавлением двух цифр номера вагона в тот же формат. Моторные вагоны получали чётные номера (02, 04, 06, 08 и 10), головные — 01 и 09, промежуточные прицепные — остальные нечётные (03, 05 и 07). Например, маркировка первого головного вагона электропоезда ЭР1-5 будет ЭР1-501; одного из моторных вагонов электропоезда ЭР1-101 будет ЭР1-10102 и т. д. Также под лобовыми стёклами в центре (над номером) закреплялась эмблема РВЗ того времени — пятиконечная звезда с двумя крыльями по бокам и буквами «РВЗ» сверху; позже на части составов на этом месте ставился рельефный герб СССР с двумя крыльями по бокам.
В ранние времена формат был несколько иным — с дополнительным тире. Например, электропоезд ЭР1 с номером 155 был обозначен ЭР-1-155. Далее тире после букв «ЭР» ставить перестали, а цифра 1 уменьшилась в размере по сравнению с цифрами заводского номера и буквами (как будто в нижнем индексе). Однако, в отличие от маркировки дизель-поезда Д1, здесь был применён мелкий шрифт (например, ЭР1-223), а не нижний индекс, о чём свидетельствуют технические документы и надписи на заводских табличках. При проведении ремонтов с перекраской на некоторых составах цифра 1 наносилась тем же шрифтом, что и буквы, без пробела; например: ЭР1-228 (позже переданный в музей г. Калининграда).
Эта система нумерации и маркировки позже была применена на других серийных поездах РВЗ (серии ЭР7, ЭР9, ЭР2 и других схожей схемы компоновки); на её основе разработана система нумерации и маркировки многих других поездов этого завода (серии ЭР22, ЭР11 и т. п.).
После распада СССР на Украине маркировка стала выполняться с украинскими буквами (например: ЕР1-54), а в Эстонии по решению EVR вагоны получили новую (в европейском стиле) нумерацию. Например, головные вагоны получили номера 20XX, моторные 30XX, прицепные 40XX; первые две цифры — обозначение серии, ХХ — по сути инвентарный номер вагона. После того, как поезда этой серии были модифицированы в Эстонии, составы получили обозначения ЭР1Б (эст. ER1B) и ЭР1БЙот (эст. ER1BJ), а также снова поменялась нумерация. Теперь головные вагоны получили номера 23XX, моторные 33XX, прицепные 43XX. Обозначение на лобовой части выполнялось только с указанием номера вагона (в виде четырёх цифр в формате 23ХХ). Нередко на место герба СССР под лобовыми стёклами в постсоветское время во всех странах эксплуатации наносился логотип дороги (оператора).

## Конструкция

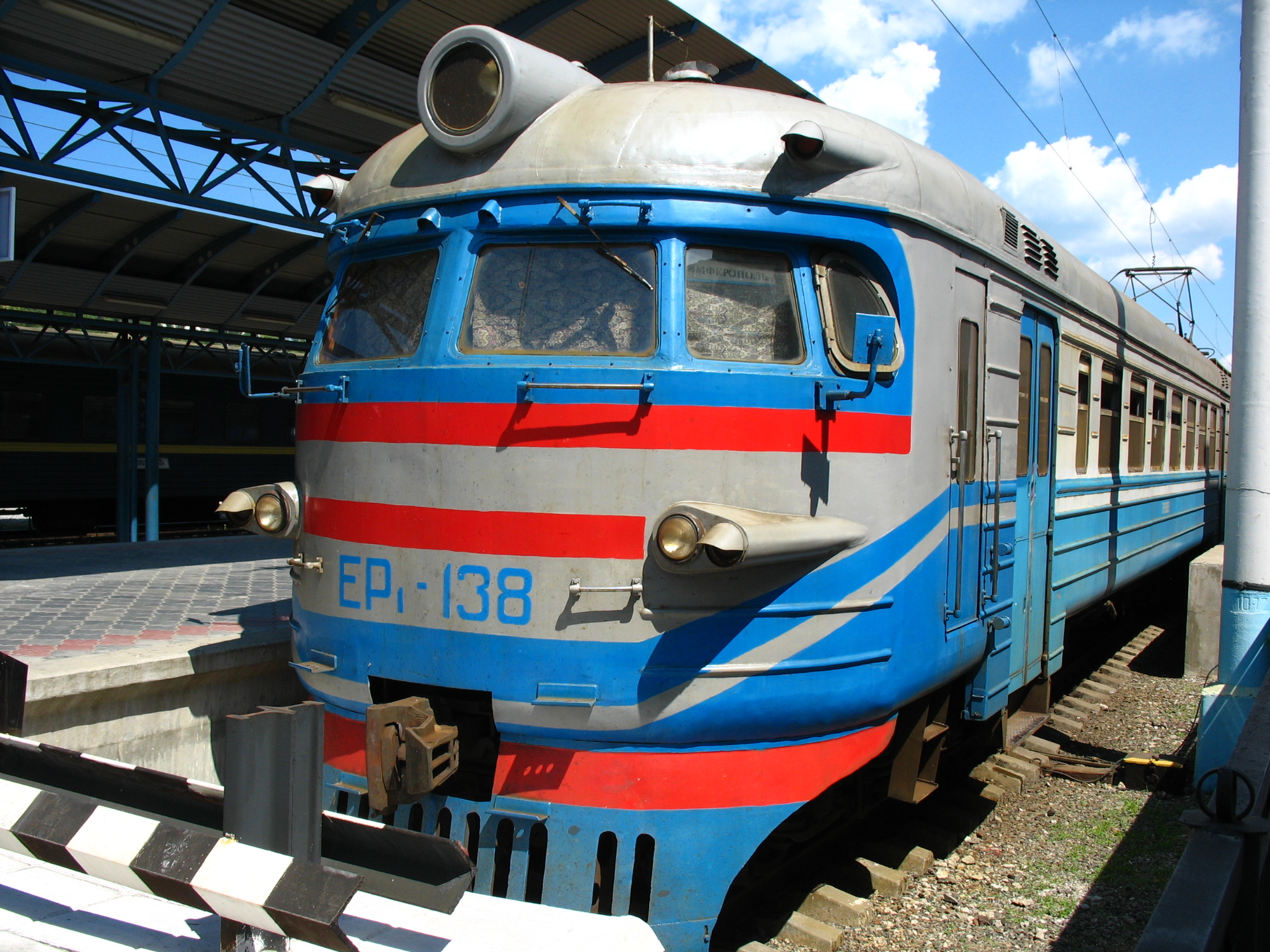
Головной вагон ЭР1-138

### Механическая часть

#### Кузов

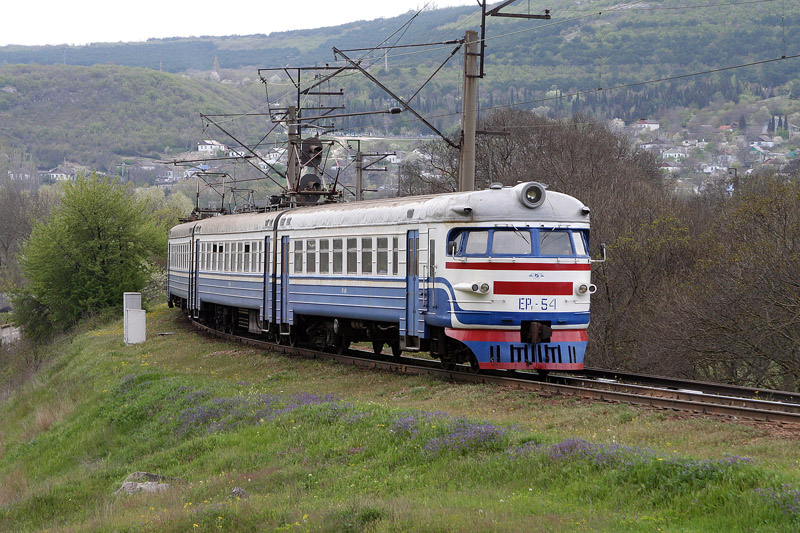
ЭР1-54 на Приднепровской железной дороге (2007 г.) — линия Симферополь-Севастополь

Кузова вагонов поезда серии ЭР1 незначительно длиннее вагонов СР3 (19600 мм вместо 19316 мм), ширина их сохранена прежняя (3480 мм). Конструкция кузова цельнонесущая сварная выполнена в основном из гнутых и штампованных профилей. Хребтовые балки для автосцепки короткие, помещены они только между штампованным буферным брусом и шкворневыми балками. В работе на изгиб, растяжение и сжатие участвуют все основные элементы кузова, в том числе металлическая крыша, нижняя рама и боковые стенки.
Масса кузова моторного вагона составляет 11300 кг, то есть он более чем на 10 % легче кузова моторного вагона СР3. Двери для входа и выхода пассажиров с высоких платформ двустворчатые раздвижные с пневматическим приводом. Вентиляция вагонов принудительная с подачей в холодное время года подогретого воздуха, отопление электрическое калориферное.

#### Тележки
Моторные и прицепные вагоны имеют по две двухосных тележки с двойным рессорным подвешиванием: кузов опирается на люлечную балку, эта балка лежит на двух эллиптических рессорах, которые в свою очередь через опорную балку и подвески передают вес кузова на рамы тележек. Рамы тележек через цилиндрические пружины опираются на балансиры, подвешенные к нижней части корпусов роликовых букс. Суммарная гибкость рессорного подвешивания тележки — 6,24 мм/тс.
Рамы тележки имеют две продольные балки, сваренные из двух швеллеров и листовой стали, и две поперечные сварные балки. К продольным балкам приварены буксовые направляющие, к поперечным балкам — кронштейны подвески редукторов.
Люлечная балка литая, в середине она имеет подпятник для опоры кузова, а по концам — боковые скользуны. Колёсные пары моторного вагона выполнены со спицевыми центрами и бандажами диаметром 1050 мм. Один из центров колесной пары имеет тарельчатый фланец, к которому болтами крепится зубчатое колесо. На шейку колесной пары диаметром 135 мм посажены два цилиндрических роликовых подшипника. На колесную пару через два роликовых цилиндрических подшипника с внутренним диаметром 200 мм опирается корпус редуктора, в котором на двух сферических подшипниках может вращаться шестерня, сцепленная с зубчатым колесом. С другой стороны корпус редуктора при помощи серповидной подвески и болта связан с рамой тележки.
В месте присоединения подвески к корпусу редуктора помещен шарнирный сферический подшипник, допускающий свободное перемещение подвески относительно корпуса редуктора и болта. Передаточное число редуктора — 23:73 = 3,17, модуль передачи — 10. С шестернёй через кулачковую (карданную) муфту, компенсирующую перемещение колесной пары относительно рамы тележки, соединен вал якоря тягового электродвигателя, установленного на раме тележки. До поезда ЭР1 такая система привода применялась на моторных вагонах электросекций СН и моторных вагонах метрополитенов серий В4 и Д.
Тележки прицепных вагонов в отличие от моторных не имеют челюстей, и необходимое положение колесных пар относительно рам тележек осуществляется за счет горизонтальной жесткости цилиндрических пружин, а перемещения в горизонтальной плоскости ограничиваются шпинтонами, закреплёнными на раме тележки и пропущенными через отверстия в крыльях букс.
На моторных вагонах применены бандажные колесные пары, на прицепных — цельнокатаные.
В связи с увеличением конструктивной скорости с 85 км/ч (секция СР3) до 130 км/ч на первых электропоездах ЭР1 были установлены в порядке опыта скоростные регуляторы, разработанные Московским тормозным заводом. Эти регуляторы позволяли менять тормозное нажатие в пределах от 70 до 180 % веса порожних вагонов (тары) в зависимости от скорости движения. Управление тормозами — электропневматическое.

### Электрооборудование
Тяговые двигатели и другие мощные потребители электропоезда питаются напряжением 3000 В постоянного тока. На каждую секцию электропоезда это напряжение подаётся из контактной сети через токоприёмник типа «пантограф», установленный на крыше моторного вагона. От токоприёмника это напряжение через дроссель помехоподавления и главный разъединитель поступает:
- через контакты быстродействующего выключателя — в цепи тяговых двигателей;
- через резистор и предохранитель вспомогательных цепей — во вспомогательные цепи высокого напряжения моторного и прицепного вагонов данной секции. Вспомогательные цепи высокого напряжения прицепного (головного) вагона питаются от вспомогательных цепей моторного вагона через контактор и высоковольтные межвагонные соединения.

Пройдя через тяговые двигатели, нагреватели отопления и вспомогательные машины, ток высокого напряжения уходит в рельсы через токовую обмотку счётчика электроэнергии и заземляющие устройства моторного вагона.
В отличие от электросекций серии С, каждый моторный вагон электропоезда ЭР1 имел один токоприёмник вместо двух. В случае неисправности токоприёмника данный вагон выходил из работы, но из-за большего числа моторных вагонов в поезде оставшиеся моторные вагоны позволяли довести поезд до конечного пункта.
Для отключения всех высоковольтных цепей секции от токоприёмника и их заземления использовался главный разъединитель, установленный в ящике под моторным вагоном. Разъединитель переключался вручную — реверсивной рукояткой контроллера машиниста. Из-за отсутствия второго токоприёмника разъединитель имел только два положения — «Включен» и «Заземление» (на электросекциях С было третье положение «Включён на второй токоприёмник»).
Для управления электрическими цепями высокого напряжения и питания маломощных потребителей на электропоезде используются низковольтные цепи (50 В постоянного тока), получающие питание от генератора управления либо аккумуляторной батареи.

#### Электромашины
На моторных вагонах ЭР1 установлены четырехполюсные тяговые электродвигатели ДК-106Б, конструкция которых несколько отличается от конструкции электродвигателей ДК-106, примененные на моторных вагонах СН.
Электромашинные преобразователи ДК-604Б, состоящие из делителя напряжения (динамотора) и генератора тока управления, установлены на прицепных вагонах; они незначительно отличаются по конструкции от делителя напряжения ДК-601Г и генератора тока управления ДК-405Б моторных вагонов СР3. Однако мощность динамотора увеличена с 5,5 до 10,4 кВт, а мощность генератора тока управления с 4,5 до 8,5 кВт. Масса же всего агрегата повысилась с 1075 до 1200 кг.
На электропоездах ЭР1 применены такие же мотор-компрессоры, как и на моторных вагонах СР3 (электродвигатель ДК-406А, компрессор Э-400), но установлены они на прицепных вагонах. Для привода вентиляторов, подающих свежий воздух в пассажирские помещения вагонов, применены электродвигатели постоянного тока ПН-2,5 мощностью 0,5 кВт. при номинальном напряжении 50 В (два мотор-вентилятора на вагон).

#### Электроаппараты
Часть электрической аппаратуры, её расположение и электрические схемы вагонов электропоездов ЭР1 имеют ряд существенных различий по сравнению с секциями СР3. На моторных вагонах электропоездов ЭР1 установлено по одному пантографу, и в случае его неисправности оставшиеся четыре действующих моторных вагона других секций позволяют довести поезд до конечного пункта. По этим же соображениям в силовой цепи моторных вагонов не предусмотрены отключатели групп неисправных тяговых электродвигателей и при повреждении одного из электродвигателей отключается целиком моторный вагон.
Подобно электросекциям серии С (и более поздним электропоездам ЭР2), для регулирования скорости движения поезда используется изменение напряжения на тяговых электродвигателях (ТЭД) путём их включения последовательно или параллельно друг другу, а также ослабление возбуждения ТЭД. Каждые два тяговых двигателя постоянно включены последовательно, образуя группу тяговых двигателей; моторный вагон имеет 2 таких группы двигателей. Эти группы двигателей можно включать последовательно (при этом напряжение на каждом двигателе составляло 750 В) либо параллельно. На параллельном соединении тяговые двигатели образовывали две параллельные ветви по 2 последовательных двигателя в каждой; при этом напряжение на каждом двигателе составляло 1500 В. На каждом соединении двигателей возможно ослабление возбуждения двигателей. Для этого параллельно обмоткам возбуждения ТЭД подключаются шунтирующие цепи из резисторов ослабления возбуждения и индуктивных шунтов.
С целью ограничения тока при включении двигателей, а также при переходе на параллельное соединение в цепь двигателей вводится пусковой реостат, представляющий собой блоки мощных фехралевых сопротивлений, установленные под каждым моторным вагоном. Вывод реостата (реостатный пуск моторных вагонов) осуществляется автоматически при помощи реле ускорения. Как только ток двигателей снижается до допустимого, реле ускорения разрешает вывод части реостатов.
Включение тяговых двигателей, переключение их соединений и ослабление возбуждения выполняются 5 индивидуальными электропневматическими контакторами — двумя линейными контакторами (ЛК1, ЛК2), двумя переходными (М, П1-2) и контактором ослабления возбуждения (Ш1-2). Вывод пускового реостата, а также включение второй ступени ослабления возбуждения осуществляются 18 позиционным переключателем с электропневматическим приводом — реостатным контроллером. Изменение направления вращения тяговых двигателей осуществляется путём изменения направления тока в их обмотках возбуждения с помощью реверсора — двухпозиционного переключателя кулачкового типа с электропневматическим приводом. Управление контакторами, реостатным контроллером и реверсорами осуществляется с помощью электрических сигналов низкого напряжения (50 В), поступающих от контроллера машиниста в кабине машиниста головного вагона.
Силовой контроллер КСП-1А с электропневматическим приводом системы профессора Л. Н. Решетова имеет 12 контакторных элементов. Общее количество позиций контроллера — 18. Контроллеры машиниста, встроенные в пульт управления, имеют по две рукоятки: реверсивную и главную. Реверсивные имеют три положения — «вперед», «0», «назад». Главная рукоятка — восемь положений: «0», «маневровое», «1»—«4» ходовые, и «2А», «3А» для ручного управления пуском электропоезда.
Переход с последовательного на параллельное соединение тяговых электродвигателей, как и на моторных вагонах СР3, осуществляется по методу «моста». Сопротивление индуктивных шунтов подобрано так, что при режиме 50 % возбуждения, то есть на ходовых ступенях ослабления возбуждения ТЭД, добавочные фехралевые сопротивления полностью выключаются.
В качестве линейных и мостового контакторов на моторных вагонах электропоездов ЭР1 установлены контакторы ПК-350А, отличающиеся от контакторов ПК-305 секций СР3 применением лабиринтно-щелевых дугогасительных камер, разработанных Новочеркасским электровозостроительным заводом для электровозных контакторов. Постановка быстродействующих выключателей и контакторов с лучшим дугогашением позволила вместо четырех разрывов оставить у линейных контакторов только два разрыва.
В процессе выпуска электропоездов ЭР1 заводами вносились отдельные изменения в конструкцию вагонов и изготовлялись поезда с опытными узлами или оборудованием. Так электропоезда ЭР1 № 91 и 92 были оборудованы системой автоматического управления движением (автомашинистом). В период с 1960 по 1963 год проходили испытания, но затем система, как не отвечающая всем требованиям эксплуатации, была демонтирована.

#### Электрические аппараты защиты тяговых двигателей
Для защиты цепей тяговых электродвигателей (ТЭД) от перегрузок и коротких замыканий на моторных вагонах электропоездов ЭР1 (впервые на серийном отечественном электропоезде) установлен быстродействующий выключатель (обозначение по схеме — БВ, тип БВП-5М или БВП-5Т). Быстродействующий выключатель весом 273 кг установлен под моторным вагоном в отдельном ящике. Выключатель имеет две пары силовых контактов, включённые последовательно друг другу в начало цепи тяговых двигателей. Включение выключателя осуществляется электропневматическим приводом, а удержание во включенном состоянии и автоматическое выключение — электромагнитным. Включение БВ осуществляется только по команде машиниста, выключение — как по команде машиниста, так и автоматически при аварийном режиме. Автоматическое выключение быстродействующего выключателя может выполняться либо самостоятельно — при протекании в цепи тяговых двигателей тока свыше 500—600 А, либо по команде другого аппарата защиты — дифференциального реле. Выключаясь, быстродействующий выключатель обесточивает цепи тяговых двигателей, прекращая аварийный режим. При этом также выключаются линейные контакторы, обеспечивая разрыв цепи тяговых двигателей помимо БВ. При выключении быстродействующего выключателя (как автоматически, так и по команде машиниста) на головных вагонах в кабинах машиниста загорится жёлтая сигнальная лампа «БВ», а на неисправном моторном вагоне — три жёлтые лампы «БВ».
Для защиты от случаев, когда в цепи тяговых электродвигателей возникает пробой изоляции на землю, но ток при этом меньше величины тока срабатывания БВ, на электропоезде ЭР1 (впервые на серийном отечественном электропоезде) применено чувствительное дифференциальное реле (обозначение по схеме ДР, тип — Р-104Б). Дифференциальное реле установлено в ящике под каждым моторным вагоном. Оно сравнивает величины токов в начале и в конце силовой цепи. При пробое изоляции на землю возникает разность этих токов. Если эта разница составляет 40—60 А и выше, дифференциальное реле срабатывает и отключает БВ, размыкая свои контакты в цепи его удерживающей катушки.
Для уменьшения боксования тяговых двигателей (а также для сигнализации о боксовании, о заклинивании одной из колёсных пар моторного вагона, о разрыве муфты между ТЭД и редуктором) на каждом моторном вагоне установлены два реле боксования (обозначение по схеме РБ1, РБ2, тип — Р-304) — по одному реле на каждую группу ТЭД. Реле боксования срабатывает, если у соседних тяговых двигателей число оборотов сильно отличается, что определяется по разности напряжений на соседних двигателях более 400 В. При срабатывании реле боксования его контакты включают низковольтную катушку реле ускорения. Магнитный поток реле ускорения увеличится и оно будет разрешать набор позиций реостатного контроллера при меньшем токе тяговых двигателей (около 70 А). Ток двигателей и сила тяги вагона уменьшатся, что снижает боксование. Кроме того, при срабатывании хотя бы одного реле боксования хотя бы одного моторного вагона на головных вагонах в кабинах машиниста загорится жёлтая сигнальная лампа «РБ». После прекращения боксования (при разнице напряжений соседних ТЭД менее 180 В) реле боксования выключается и схема восстанавливается автоматически.
Для защиты ТЭД от токов перегрузок, меньших, чем ток уставки БВ, на каждом моторном вагоне установлены два реле перегрузки (обозначение по схеме РП1, РП2) — по одному реле на группу ТЭД. По силовым катушкам реле перегрузки протекают токи тяговых двигателей. Если ток одной из групп тяговых двигателей превысит 265 А, реле перегрузки этой группы двигателей включится (сработает). При этом реле перегрузки аналогично реле боксования включит низковольтную катушку реле ускорения, что приведёт к уменьшению тока тяговых двигателей. При срабатывании реле перегрузки на головных вагонах в кабинах машиниста загорится красная сигнальная лампа «РП», а на неисправном моторном вагоне — три красные лампы «РП». После срабатывания реле перегрузки механически фиксируется во включенном состоянии. Для восстановления в исходное состояние реле перегрузки РП1 и РП2 имеют общий механизм возврата с низковольтной включающей катушкой. После срабатывания реле перегрузки машинист на нулевой позиции контроллера нажимает кнопку «Возврат БВ и РП». Включающие катушки всех реле перегрузки получают питание, и сработавшие реле возвращаются в исходное состояние. Для сигнализации о срабатывании каждое реле перегрузки также имеет блинкер — флажок, опускающийся при срабатывании реле. После срабатывания флажок восстанавливают вручную.
Принципиальным отличием моторных вагонов ЭР1 от моторных вагонов СР3 является то, что реле перегрузки не выключает двигатели путём выключения линейных контакторов, а уменьшает перегрузку путём снижения пускового тока тяговых двигателей.
Для выключения тяговых двигателей при недопустимом понижении напряжения в контактной сети, а также для сигнализации об этом машинисту на каждом моторном вагоне установлено реле напряжения РН (тип — Р-301Г). Его катушка подключена к вспомогательным цепям 3000 В моторного вагона. Для ограничения напряжения, подаваемого на катушку реле, последовательно с катушкой включено сопротивление 75000 Ом. Нормально реле напряжения включается сразу после подъёма токоприёмника, при напряжении в контактной сети более 2300 В. При исчезновении напряжения в контактной сети либо при его снижении ниже 800 В реле выключается и своими контактами выключает линейные контакторы, исключая работу тяговых двигателей при пониженном напряжении в контактной сети. При выключении реле напряжения хотя бы одного моторного вагона в кабинах машиниста загорается белая сигнальная лампа «РН». Реле напряжения аналогично срабатывает при опускании токоприёмника или при перегорании любого из двух высоковольтных предохранителей моторного вагона.
Электропоезд ЭР1 стал первым серийным отечественным электропоездом, имевшим оборудование для подавления помех радиоприёму.

#### Компрессоры
Пневматические тормоза, многие электрические аппараты и автоматические двери электропоезда ЭР1 работают на сжатом воздухе. Для получения сжатого воздуха на каждом прицепном (головном) вагоне установлен мотор-компрессор, состоящий из поршневого компрессора типа Э400 и его электродвигателя. Электродвигатель постоянного тока с последовательным возбуждением (тип — ДК-406А) питается напряжением 1500 В от динамотора. Поэтому включение компрессоров возможно только после подъёма токоприёмников, включения выключателя управления и запуска динамоторов. На каждом прицепном (головном) вагоне после появления напряжения на генераторе динамотора включается контактор компрессора и подает напряжение 1500 В от динамотора на электродвигатель компрессора. Двигатель начинает вращать вал компрессора.
Для автоматического включения/выключения компрессоров в зависимости от давления сжатого воздуха в пневмосистеме на головных вагонах установлены пневматические выключатели — регуляторы давления. Они контролируют давление сжатого воздуха, создаваемое компрессорами. Когда это давление достигнет 8 а, регуляторы давления выключат контакторы компрессоров. Двигатели компрессоров обесточатся и компрессоры прекратят работу. Когда давление воздуха снизится до 6,5 атм, регуляторы давления включат контакторы компрессоров. Напряжение 1500 В поступит на двигатели компрессоров и компрессоры снова начнут вырабатывать сжатый воздух. Двигатель компрессора автоматически выключается при срабатывании реле перегрузки компрессора либо при выключении динамотора.
В отличие от электросекций СР3, на электропоезде ЭР1 компрессоры и их электрооборудование располагались не на моторных, а на прицепных вагонах. Была убрана система включения динамоторов только на период работы компрессоров. Число регуляторов давления в поезде стало равно двум.

#### Электрические аппараты защиты вспомогательных цепей
Общая защита от коротких замыканий всех вспомогательных цепей 3000 В каждой секции выполнялась главным предохранителем вспомогательных цепей, установленным на моторном вагоне.
Для защиты цепей 3000 В электродвигателей динамотора и компрессора от перегрузок и коротких замыканий на каждом прицепном (головном) вагоне установлены реле перегрузки. Цепи динамотора защищены электромагнитным реле перегрузки динамотора РПД и тепловым реле ТР1, а цепи компрессора — электромагнитным реле перегрузки компрессора РПК и тепловым реле ТР2. По катушкам этих реле протекают токи соответствующих машин. Каждое из реле РПД и РПК имеет две последовательно включённые катушки. Вторая из этих катушек нормально выключена тепловым реле, поэтому при возникновении перегрузки реле РПД (РПК) не срабатывает. Но через некоторое время от начала перегрузки сработает тепловое реле ТР1 (ТР2) и включает в цепь машины вторую катушку реле РПД (РПК), уменьшая ток срабатывания РПД (РПК) до 12…15 А, при этом реле РПД (РПК) включается. Такая схема уменьшает вероятность ложного срабатывания реле РПД или РПК при кратковременной перегрузке. При коротком замыкании реле РПД (РПК) включается сразу, поскольку в режиме короткого замыкания для включения реле РПД (РПК) достаточно протекания аварийного тока по одной обмотке реле.
Реле РПД, включаясь, выключает контактор динамотора, а реле РПК — контактор компрессора. Цепи соответствующей машины обесточиваются, прекращая аварийный режим. При срабатывании любого из этих реле на головных вагонах в кабинах машиниста загорится синяя сигнальная лампа «РПДиК», а на моторном вагоне неисправной секции — три синие лампы «РПДиК». После срабатывания реле перегрузки РПД/РПК остаётся во включенном состоянии. Для восстановления этих реле в исходное состояние необходимо на неисправном вагоне нажать кнопку «Возврат РПД и РПК». Включающие катушки реле РПД и РПК получают питание и эти реле возвращаются в исходное состояние. Для сигнализации о срабатывании как реле РПД, так и реле РПК имеет сигнальный флажок, опускающийся при срабатывании реле. После срабатывания флажок восстанавливают вручную.
Для защиты цепей 3000 В нагревателей отопления от перегрузок и коротких замыканий на каждом вагоне было установлено реле перегрузки отопления РПО. По его катушке протекал ток нагревателей отопления данного вагона. Если этот ток превышал 11 А, реле РПО включалось и выключало контакторы отопления вагона. Цепи отопления обесточивались, прекращая аварийный режим. При срабатывании реле перегрузки отопления хотя бы одного вагона в кабинах машиниста загоралась сигнальная лампа РПО, а на сработавшем реле РПО опускался сигнальный флажок. В отличие от электросекций СР3, реле перегрузки отопления после срабатывания восстанавливалось вручную, для чего было необходимо опустить токоприёмники, открыть ящик с реле перегрузки отопления и восстановить реле. Кроме того, не было предусмотрено световой сигнализации о том, на каком именно вагоне сработало РПО, поэтому неисправный вагон определяли по неработающему отоплению.
Для защиты низковольтных цепей 50 В от перегрузок и коротких замыканий используются плавкие предохранители. Кроме предохранителей отдельных цепей, имеются предохранители в плюсовой и минусовой цепях аккумуляторной батареи (35 или 60 А) и в плюсовой цепи генератора (160 А).

#### Вентиляция и отопление
Электропоезд ЭР1 — первый серийный отечественный электропоезд, оборудованный системой калориферного отопления салонов. Эта система может работать в двух режимах: вентиляция и калориферное отопление. В режиме вентиляции система обеспечивает принудительную подачу в салон свежего воздуха с помощью вентиляторов. В режиме калориферного отопления система обеспечивает подогрев воздуха, нагнетаемого вентиляторами в салон. При этом было предусмотрено автоматическое включение/выключение подогрева воздуха с целью поддержания в салонах необходимой температуры.
В обоих режимах подача свежего воздуха в салон выполняется двумя вентиляторами, установленными в чердаках над тамбурами. Каждый вентилятор приводится во вращение электродвигателем постоянного тока мощностью 500 Вт, который питается напряжением 50 В от генератора данной секции. Воздух засасывается вентилятором через две группы жалюзи, расположенные над входными дверями вагона. Далее воздух проходит через фильтры, вентилятор и электрические нагреватели калорифера в воздуховод в центре потолка салона. Оттуда через два ряда мелких отверстий в потолке воздух поступает в салон. В режиме вентиляции нагреватели калорифера выключены. В режиме калориферного отопления на нагреватели подаётся высокое напряжение и они подогревают воздух, нагнетаемый в салон.
Для включения режима вентиляции необходимо при работающих генераторах включить кнопку «Вентиляция» в кабине машиниста. При этом на всех вагонах поезда включаются контакторы вентиляции В, подключая электродвигатели вентиляторов к генераторам. Вентиляторы начинают подавать воздух в салон. Для включения режима калориферного отопления необходимо при работающих генераторах включить кнопку «Отопление». При этом аналогично включаются контакторы вентиляции В и включают электродвигатели вентиляторов. После включения контактора В на каждом вагоне включается контактор электрокалорифера и подаёт напряжение 3000 В на нагреватели калорифера. Нагреватели подогревают воздух, нагнетаемый вентиляторами в салон.
На каждом вагоне предусмотрено автоматическое включение/выключение калориферного отопления с целью поддержания в вагоне необходимой температуры. Для этого в каждом вагоне установлен жидкостный терморегулятор ТР типа РТ-4. Когда температура воздуха в вагоне повышается до 14 градусов, ТР выключает контакторы вентиляторов и калорифера. Калориферное отопление вагона прекращается. При снижении температуры воздуха до 12 градусов ТР включает контакторы вентиляторов и калорифера. Для защиты от недопустимого перегрева нагревателей калорифера на каждом вагоне установлены 2 защитных термореле. При недопустимом перегреве нагревателей термореле выключает контактор калорифера. Работа нагревателей прекращается, пока нагреватели не остынут до допустимой температуры.
При эксплуатации система только калориферного отопления оказалась неэффективна и начиная с ЭР1-156 дополнительно к калориферам в салонах под сиденьями начали устанавливать электропечи ПЭТ-2А. Позже на всех ЭР1 до № 156 также были установлены электропечи. Такая система комбинированного отопления применялась на многих последующих отечественных электропоездах.
Отопление кабины машиниста выполняется пятью электропечами (как и на электросекциях СР3, а также электропоездах ЭР2 до № 1028). Нагреватели каждой печи рассчитаны на максимальное напряжение 1000 В, поэтому для работы от напряжения 3000 В нагреватели всех пяти печей включены последовательно. Для работы отопления кабин машиниста необходимо при работающем генераторе включить кнопку «Отопление служебное». При этом от генератора на обоих головных вагонах поезда включается контактор электропечей МК4, подавая напряжение 3000 В на нагреватели печей. В отличие от ЭР1, на электросекциях СР3 и большинстве более поздних электропоездов отопление каждой кабины машиниста включалось отдельно.
На электропоезде ЭР1 (впервые на серийном отечественном электропоезде) предусмотрено автоматическое включение/выключение электропечей кабины машиниста с целью поддержания в ней необходимой температуры. Для этого в каждой кабине машиниста установлен жидкостный терморегулятор кабины ТРК типа РТ-4. Когда температура воздуха в кабине повышается до заданной, ТРК выключает контактор электропечей кабины. Печи обесточиваются, прекращая обогрев кабины. При снижении температуры воздуха в кабине ТРК включает контактор электропечей.
На каждом вагоне предусмотрено автоматическое выключение отопления при перегрузке в цепях 3000 В отопления: в этом режиме срабатывает реле перегрузки отопления РПО и выключает контактор электрокалорифера (на головных вагонах — и контактор электропечей кабины). При этом в кабинах машиниста загорится лампа «РПО».
Во избежание замерзания конденсата во влагосборниках и маслоотстойниках прицепных вагонов влагосборники и маслоотстойники оборудованы нагревателями, работающими от напряжения 50 В. Для включения нагревателей в кабине машиниста при работающих генераторах включают кнопку «Обогрев влагосборника». При этом на прицепных и головных вагонах поезда включаются контакторы ОМ, подключая нагреватели к генераторам.

#### Освещение
Освещение поезда выполняется лампами накаливания, рассчитанными на напряжение 50 В.
Путь и сооружения перед электропоездом освещаются прожектором, установленным на головных вагонах над кабиной машиниста. Мощность лампы прожектора — 500 Вт. Лампу прожектора можно включать на яркий или тусклый свет; в режиме тусклого света в цепь лампы включено сопротивление. Для сигнализации на передней стенке каждого головного вагона установлены два буферных фонаря и три красных сигнальных огня. Буферные фонари установлены в нижней части передней стенки головного вагона; их лампы соединены последовательно и включаются одновременно. Два красных сигнальных огня установлены в верхней части передней стенки — справа и слева от прожектора; ещё один красный огонь установлен рядом с левым буферным фонарём. Лампы верхних огней и лампа нижнего огня включаются отдельно, из кабины машиниста.
Освещение каждого вагона осуществляется 20 (на головных вагонах — 16) светильниками, установленными в салоне, и 4 светильниками, установленными в тамбурах. В каждом светильнике установлено по одной лампе основного освещения. Эти лампы разделены на 2 группы, каждая группа защищена отдельным предохранителем. Лампы основного освещения питаются напряжением 50 В только от генератора управления. Для включения этих ламп в кабине машиниста установлена кнопка «Освещение». При её включении на каждом вагоне включается контактор освещения ОС, который подключает лампы основного освещения к генератору.
При опущенных токоприёмниках или при неисправности генератора лампы основного освещения не работают. Для освещения вагонов в этих случаях на каждом вагоне установлены 4 лампы дежурного освещения, размещённые в тех же светильниках, что и лампы основного освещения. Питание этих ламп осуществляется от аккумуляторных батарей. При включении контактора освещения ОС его контакты подключают лампы дежурного освещения вагона к проводу 15 плюса цепей 50 В. Лампы включаются и горят одновременно с лампами основного освещения. При неработающем генераторе лампы основного освещения гаснут, но провод 15 продолжает получать питание 50 В от аккумуляторных батарей, поэтому лампы дежурного освещения продолжают гореть. Лампы дежурного освещения можно включить на отдельном вагоне выключателем «Дежурное освещение».
В отличие от электросекций Ср3, на электропоездах ЭР1 контактор освещения был установлен на каждом вагоне и включал только лампы своего вагона (а не лампы всей 3-вагонной секции). По этой же причине были убраны секционные провода ламп освещения. Также на ЭР1 отсутствовали контакторы дежурного освещения и включавший их выключатель «Дежурное освещение» в кабине машиниста. Эти изменения использовались и на всех последующих электропоездах.
На головных вагонах электропоезда предусмотрено освещение кабины машиниста (2 лампы), подсветка приборов на пульте управления (3 лампы) и маршрутных указателей (3 лампы), освещение радиорубки и коридора за кабиной машиниста (по 1 лампе).
Электропоезд ЭР1 стал первым серийным электропоездом, где использовалось освещение чердаков, ящиков и шкафов. В каждом вагоне над каждым тамбуром имеется чердак. Освещение каждого чердака выполняется двумя лампами и включается отдельным выключателем, причём только при включенном дежурном освещении. На моторных вагонах предусмотрено освещение двух ящиков электрических аппаратов, низковольтного и высоковольтного шкафов. Освещение каждого ящика включается отдельно и выполняется двумя лампами. Каждый шкаф освещён одной лампой, в низковольтном шкафу она включается выключателем, в высоковольтном — концевым выключателем, срабатывающим при открытии двери шкафа. На прицепных и головных вагонах было предусмотрено освещение одного ящика одной лампой.

### Интерьер

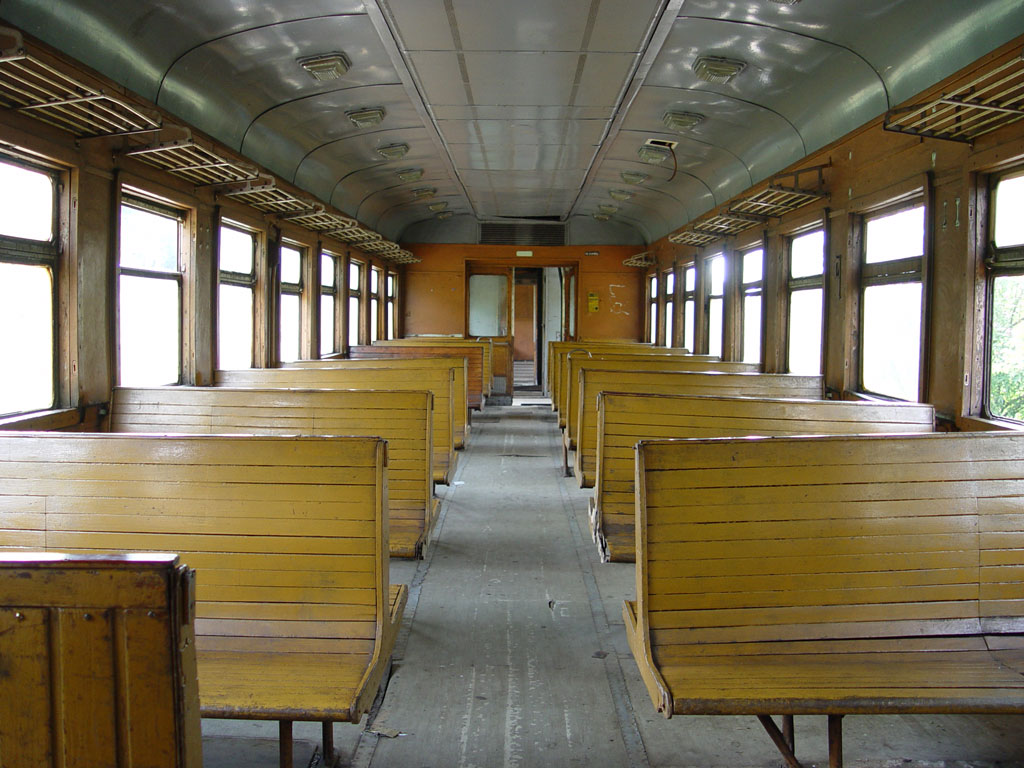
Салон ЭР1–256 с деревянными сиденьями

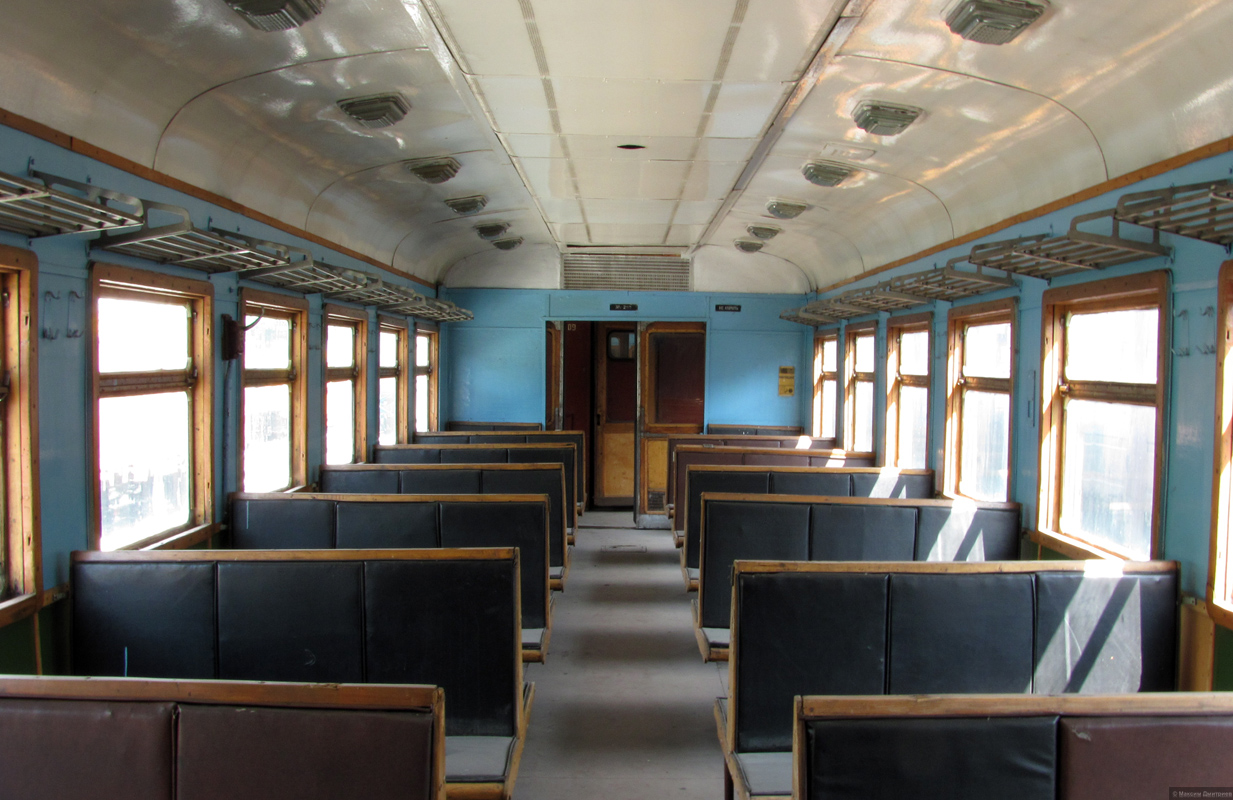
Салон ЭР1–02 с сиденьями, обитыми кожзаменителем

Бо́льшая площадь внутреннего пространства вагонов отведена под пассажирский салон. Основную площадь салона занимают скамейки (сиденья) по бокам от центрального прохода, над которыми размещаются полки для багажа и вешалки для одежды. Cкамейки, как правило, 6-местные (по 3 места с каждой стороны), деревянные реечные или с обивкой из кожзаменителя, расположены в 2 ряда вдоль салона, с посадкой лицом вдоль направления движения. Салон промежуточных вагонов имеет одно узкое и девять широких окон, головных — одно узкое и семь широких. В промежуточных вагонах число сидячих мест составляет от 107 до 110, в головных — от 77 до 88. В 10-вагонном составе общее число сидячих мест может составлять до 1050, а общая пассажировместимость (расчётная) — около 1,6 тыс. человек.
Раздвижными двустворчатыми дверями салон отделён от тамбуров, расположенных по концам вагонов. Для входа пассажиров с платформы в вагон (или наоборот) по концам вагонов расположены двустворчатые двери с пневматическим приводом. Со стороны торца в промежуточных тамбурах имеются одностворчатые поворотные двери, отделяющие тамбуры от межвагонных переходов. В переднем тамбуре головных вагонов расположена перегородка с дверью в служебный тамбур, в котором слева расположен туалет, а справа — радиорубка, прямо находится проход в кабину. Впоследствии у части поездов в ходе модернизации радиорубка и туалет были ликвидированы, на их место перемещался служебный тамбур и двери кабины машиниста переносились в него, за счёт чего удалось добиться увеличения внутреннего пространства кабины.
Для поддержания микроклимата в пассажирских салонах электропоезд оборудован системами отопления и вентиляции. Для освещения вагона на потолке салона и тамбуров установлены светильники с лампами накаливания (при модернизации поездов могут устанавливаться люминесцентные или светодиодные) .
В передней части головных вагонов расположена кабина машиниста со служебным тамбуром позади неё.

## Изменения в процессе выпуска

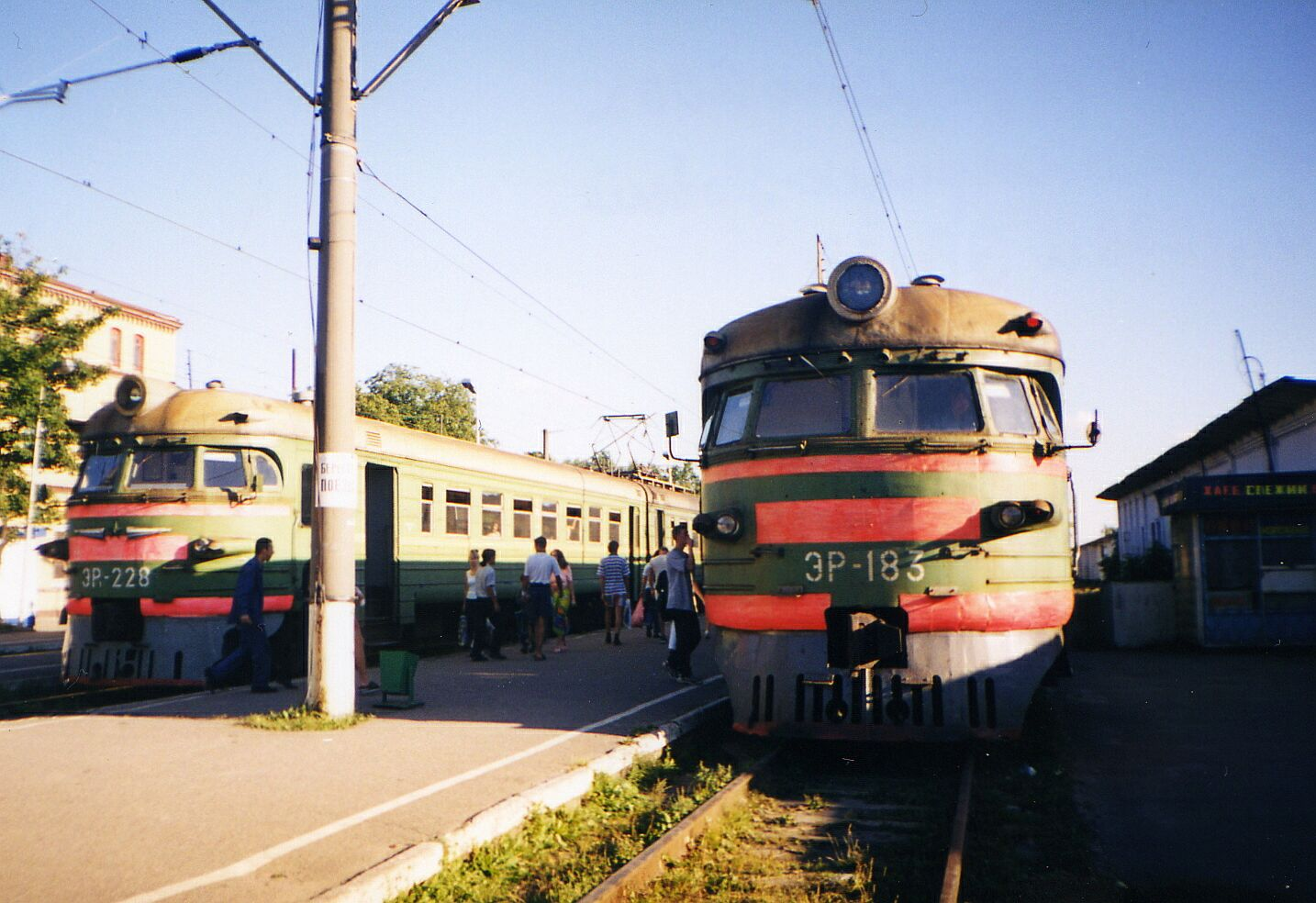
Посадка с низкой платформы в ЭР1-228 (слева) и ЭР1-183. Зеленоградск, Калининградская область

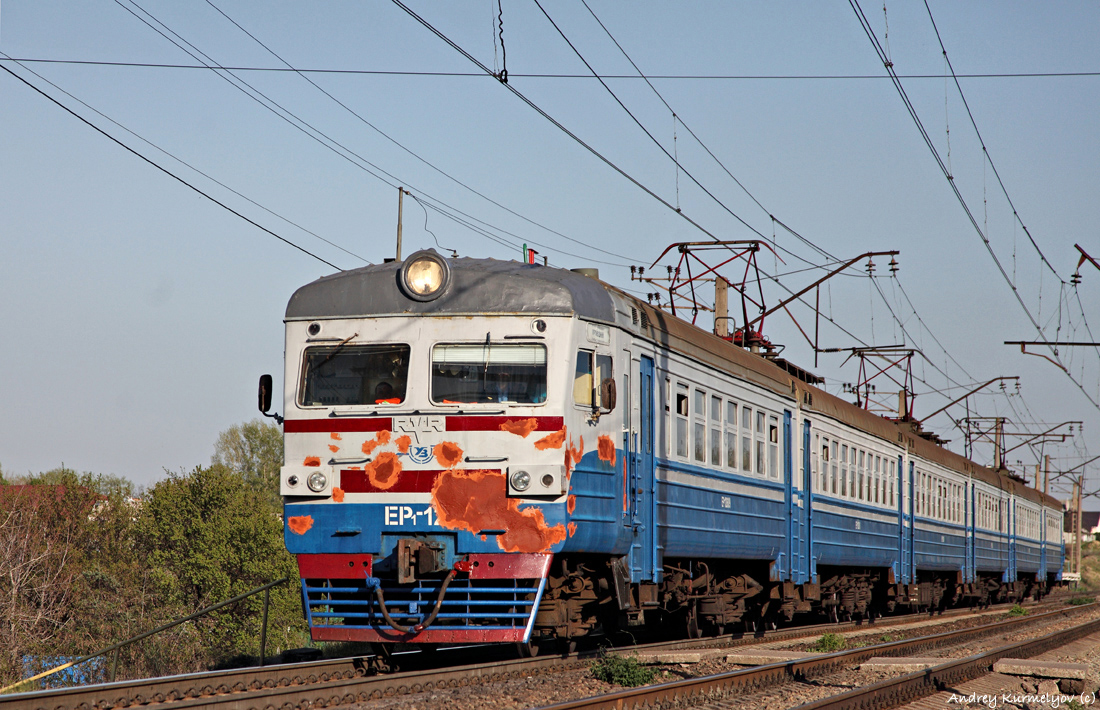
ЭР1-126 с головными вагонами с плоской кабиной, взятыми от электропоезда ЭР2

В процессе выпуска заводы вносили в конструкцию электропоездов отдельные изменения, а также изготовляли поезда с опытными узлами или оборудованием:
- с № 07 изменены электрические цепи отопления, в качестве мостовых и переходных стали использоваться контакторы ПК-350А (вместо ПК-405), стали использоваться динамоторы ДК-604Б;
- с 1959 года вместо скородействующего тормоза Вестингауза стал устанавливаться непрямодействующий с воздухораспределителями № 292.001 (по 2 на моторных и по 1 на прицепных);
- с № 22 под прицепные вагоны стали подкатываться тележки КВЗ-5/Э;
- с середины 1959 года вместо токоприёмников ДЖ5К стали применяться токоприёмники П-1Б;
- на электропоездах № 52, 66—72 в качестве опыта установлены подвагонные ящики ЯК-115А (для мостового, переходных, линейных контакторов и контакторов ослабления поля);
- с № 69 компрессор Э-400 был заменён новым ЭК-7А;
- с конца 1959 года реле ускорения Р-40Б было заменено на реле Р-40В, а дифференциальное реле Р-104А на Р-104Б.
- с начала 1960 года стали применяться усовершенствованные ТЭД ДК-106Б-2;
- с № 73 начали устанавливаться силовые контроллеры КСП-1А (вместо КСП-1А-1);
- № 76 в виде опыта установлено релейное устройство, реагировавшее на пробой опорных изоляторов и изоляционных трубок воздухопровода токоприёмника и автоматически опускающее токоприёмник с повреждённым изолятором после снятия напряжения (предложение машиниста депо Москва-2 Н. А. Лапина), также применены эластичные зубчатые колеса тягового редуктора;
- с № 82 — на прицепных, а с № 83 — на моторных и головных вагонах полужёсткие сидения пассажирского помещения (салона) заменены на жёсткие;
- с № 87 начали устанавливать релейное устройство, реагировавшее на пробой опорных изоляторов и изоляционных трубок воздухопровода токоприёмника (как на № 76);
- № 96 в виде опыта был установлен грузовой авторежим, изменяющий нажатие тормозных колодок на колеса, в зависимости от загрузки пассажирами салонов;
- № 126—128 в виде опыта вместо кислотных аккумуляторных батарей 25ЭПМ-80 были установлены щелочные 40КН-100 (подобные батареи после будут устанавливаться на всех ЭР2 раннего выпуска);
- с № 128 начали устанавливаться подвагонные ящики ЯК-115А (как на № 52, 66—72);
- с № 156 в салонах под сиденьями начали устанавливаться электропечи ПЭТ-2А (до этого салон прогревался только электрокалориферами, установленных в вентиляционных каналах салона), позже на всех ЭР1 до № 156 также были установлены электропечи;
- № 183 — были установлены динамоторы ДК-604В (была добавлена обмотка независимого возбуждения на 50В), подобные динамоторы устанавливались также на ЭР1 № 225—232 и на всех ЭР2;
- № 197 — в порядке опыта был установлен электрический привод реостатного контроллера (с помощью электродвигателя ПЛ-072) как на ВЛ60;
- с № 218 начали устанавливаться ТЭД ДК-106Б-1 и электропневматические контакторы ПК-350А-1 (вместо ПК-350А)

## Электропоезда, созданные на базе ЭР1
Электропоезд ЭР1 не только стал первенцем в семействе ЭР, но и послужил основой для создания следующих его представителей. Дальнейшая доработка привела к появлению опытного электропоезда ЭР6 и серийного ЭР2. Почти полностью был заимствован кузов ЭР1 для создания первого в СССР электропоезда переменного тока (ЭР7), развитием которого стала серия ЭР9. Кабина с таким же дизайном появилась на электропоезде ЭР10 и легла в основу кабины первого советского дизель-поезда ДР1.

### Электропоезд ЭР6
Электропоезд ЭР6 был выпущен в единственном экземпляре (ЭР6-001) в 1959 году на РВЗ совместно с РЭЗ и московским заводом «Динамо». По конструкции кузовов однотипен с ЭР1, но имеет электрическую схему опытных трёхвагонных электросекций РС (созданы на базе секций С). В связи с этим на нём были применены тяговые двигатели ДК-106А, которые, в отличие от двигателей ДК-106Б (применялись на ЭР1), имеют рабочее напряжение 750В и допускают более глубокое ослабление магнитного поля. Испытания показали, что на участке длиной 2 км, ЭР6 по сравнению с ЭР1 показывал более высокую среднюю скорость движения (46,4 против 44,4 км/ч), а экономия электроэнергии (за счёт рекуперации) могла составлять от 17,0 до 35,5 %. При служебном торможении тормозной путь у электропоезда ЭР6 был на 10 % короче. В целом электрооборудование работало надёжно, однако вопросы его защиты от больших токов короткого замыкания так и не были до конца решены. Помимо этого, было обнаружено, что при отключении тяги в контактной сети возникали значительные перенапряжения (до 10 кВ). Также возникли проблемы с обеспечением «тёмной» (то есть без искр) коммутации в щёточно-коллекторном узле тяговых двигателей. Был замечен и ряд других недостатков (по механической части и др.). Из-за отсутствия ряда запасных частей ремонт электропоезда вскоре оказался невозможен, поэтому в 1965 году на МЛРЗ его переоборудовали в электропоезд серии ЭР1. В связи с этим электропоезд получил новое обозначение серии — ЭР1/6. Позднее (при последующих ремонтах) несколько изменился номер — 01 (вместо 001).

### Электропоезд ЭР2
На многих грузонапряжённых линиях имелись низкие пассажирские платформы, и для повышения технических скоростей на этих участках требовалась замена морально устаревших электропоездов из трёхвагонных секций на более совершенные и быстроходные. Тогда на РВЗ был создан проект модернизации электропоезда ЭР1. Согласно проекту вагоны нового электропоезда (ему было присвоено проектное обозначение серии ЭР2) оборудовались комбинированными выходами, то есть позволявшими осуществлять выход как на высокие, так и на низкие платформы. Для исключения ослабления конструкции, вызванного изменением конструкции рамы, у вагонов усиливались боковые стенки, конечные части рам, лобовые части (на головных вагонах), а также дверные проёмы. Для унификации с электропоездами переменного тока ЭР9 (их производство велось на РВЗ параллельно с ЭР2) было изменено тормозное оборудование моторных вагонов — вместо одного тормозного цилиндра устанавливалось четыре (по два на тележку). Помимо модернизации механической части было применено и более совершенное электрооборудование. Так, вместо кислотных аккумуляторных батарей стали устанавливаться более безопасные щелочные, а у динамоторов была изменена конструкция катушек. Щелочные батареи уже устанавливались на электропоездах серии ЭР1 № 126—128 (были построены в 1960 году), а динамоторы изменённой конструкции на ЭР1 № 183 и 225—232, то есть эти устройства уже были опробованы в эксплуатации. Номер чертежа главного вида нового электропоезда был 62-61, из-за этого новый электропоезд получил заводское обозначение 62-61. Аналогично его моторный вагон получил заводское обозначение 62-62, головной — 62-63 и промежуточный прицепной — 62-64.

## Прозвища
- Баба Яга (дано машинистами, пересевшими за управление более новыми составами);
- Глобус (контуры лобового стекла напоминают параллели и меридианы);
- Бутылёк (из-за округлой кабины; присвоили в Запорожском моторвагонном депо).

## В кино
- Электропоезд ЭР1-143 снялся в фильме Валерия Исакова «Наследники» (1974 год). Эпизод, где герои фильма исполняют песню «Время торопится».[источник не указан 552 дня].

## Транспортные происшествия
- 5 сентября 1975 года — крушение на станции Купавна;
- 4 октября 1980 года — крушение на Балтийском вокзале в Таллине.

### Комментарии
1. ↑  Высокая платформа — платформа, высота которой над уровнем головки рельса (УГР) составляет 1100 мм. Средняя платформа — платформа, высота которой над УГР составляет 550 мм. Низкая платформа — платформа, высота которой над УГР не более 200 мм[2].
2. ↑  Ограничение введено ввиду физического износа подвижного состава.
3. ↑  Предположительно герб СССР ставился на вагонах постройки Калининского вагоностроительного завода
4. ↑  Это связано с тем, что на ЭР9 в средней части моторного вагона располагается тяговый трансформатор, отчего тормозные цилиндры пришлось разместить на тележках.